# 勒芬根
勒芬根（發音：[ˈlœfɪŋən] ⓘ）是德国巴登-符腾堡州弗赖堡行政区布赖斯高-上黑林山县的城市，面积88.02平方千米，2023年12月31日人口为7,787人。